# 宮井国夫

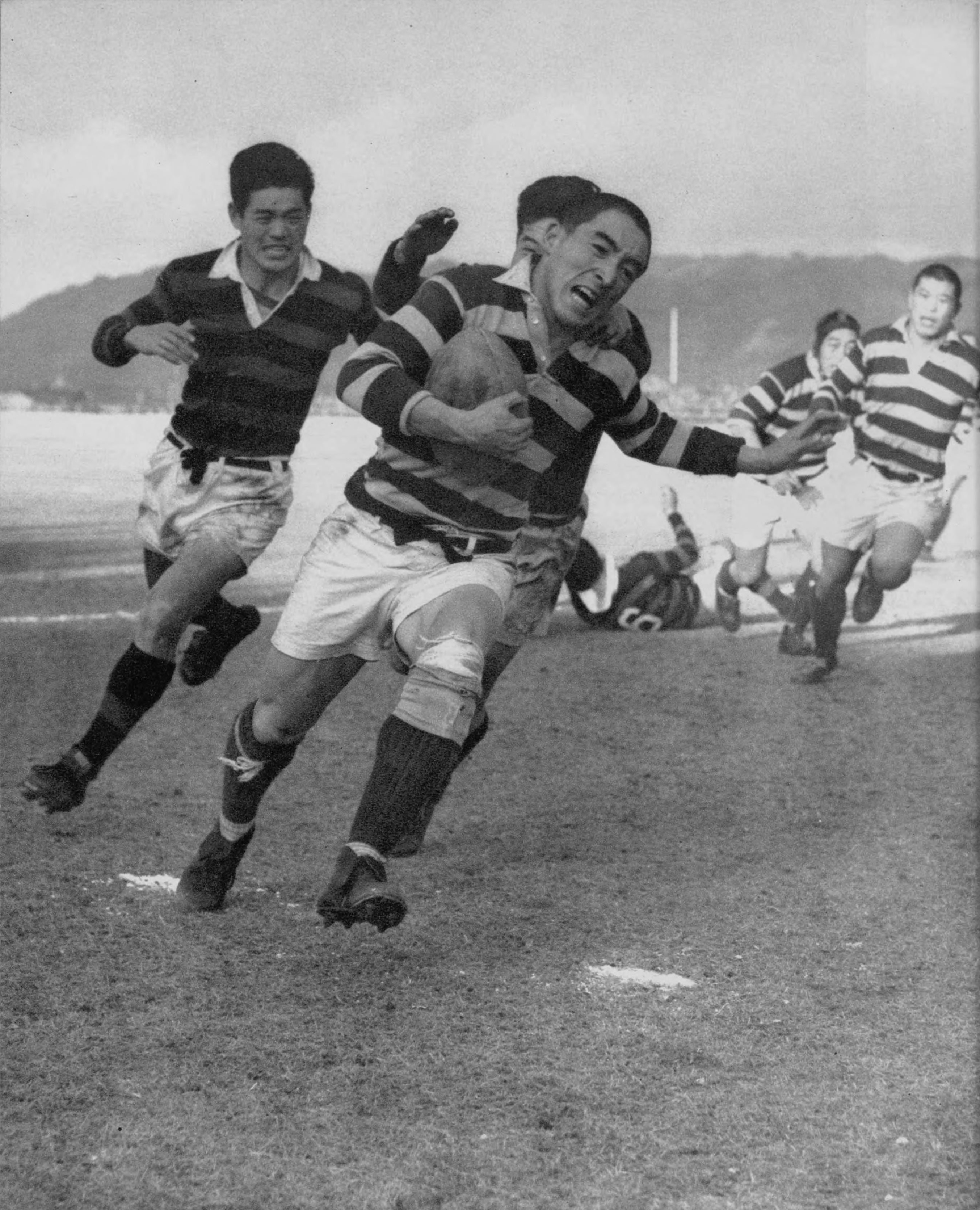
1955年1月、明治大学時代
（藤木高嶺撮影）

宮井 国夫（みやい くにお、1932年12月3日 - ）は、日本の元ラグビー選手。「走る重戦車」の異名をもつ。

## プロフィール
- 北海道置戸町[1]出身。
- ポジションはウィング(WTB)。
- 日本代表キャップは11。

## 来歴
北海道北見北斗高等学校時代の1951年度、主将として全国高等学校ラグビーフットボール大会に出場し、準優勝を経験。
その後、明治大学へと進み、1955年度には主将を務め、また同大学在籍時代には日本代表選手にも選出された。加えて当時、同大学の陸上部が弱小であったため、100m走・10秒台の走力を見込まれて、1955年の日本学生陸上競技対校選手権大会の同種目に出場し、10.6秒の好タイムをマークして2位に入った。
1956年、八幡製鐵に入社。同社在籍時代には、全国社会人ラグビーフットボール大会（全国社会人大会）で6回の優勝を経験。特に、宮井、土屋俊明、尾崎政雄、松岡要三らを擁した八幡バックス陣は、そっくりそのまま、当時のラグビー日本代表のバックス陣にも通じる陣容であった。また、シーズンオフには100m走の選手として活動。九州選手権優勝や、全国実業団大会準優勝等の実績を残した。
1964年度のシーズンをもって引退。
引退後は、全国社会人大会などで日本のトップレフリーとして活動した。

## エピソード
- 上記の通り、100m走を10秒台で走破する選手であったが、決して細身の体ではなく、ラグビー選手としては最も体重が重い選手がつくポジションとされる、プロップ(PR)に近い体型であったという。

- 宮井が八幡に加入したことにより、フランカー(FL)のポジションでありながらも、100m走では11秒フラット程度で走破する能力があった土屋俊明がセンター(CTB)へとコンバートされた。土屋の話によると、100m走で例えるならば、最初の30mぐらいのダッシュは土屋のほうが速く、残り70mで宮井がグーンと加速することから、まずは土屋がゲインラインを突破し、その上で宮井にパスをすれば、確実にトライが取れたという。